# 权哲民
权哲民（1908年—1983年），男，直隶（今河北省）完县人，中华人民共和国政治人物。中国共产党党员。

## 生平
1938年加入中国共产党。曾任行唐县县长、晋察冀四专署专员、张家口市社会局局长。
中华人民共和国成立后，历任张家口市市长，中共唐山市委副书记，唐山市市长，河北省建设委员会、计划委员会副主任，河北省第五届人民代表大会常务委员会副主任等职。